# Dan Burlin
Dan Gunnar Burlin, född 13 augusti 1980, är en svensk före detta fotbollsspelare. Han spelade hösten 2009 för Djurgårdens IF i Allsvenskan.

## Spelarkarriär
Burlins moderklubb är Bergsbyns SK och han spelade som ung även för Morön BK. Inför säsongen 2003 värvades Burlin av Åtvidabergs FF från Skellefteå AIK. Han spelade 13 matcher och gjorde ett mål i Superettan 2003. Därefter återvände Burlin till Skellefteå AIK (senare Skellefteå FF), där han gjorde 28 mål mellan 2005 och 2009. I augusti 2007 lånades Burlin ut till Umeå FC.
I juli 2009 lånades Burlin ut till Djurgårdens IF på ett låneavtal över resten av säsongen. Han gjorde sitt första allsvenska mål den 20 september 2009 då Djurgården besegrade IF Brommapojkarna på Grimsta IP med 4–1. I oktober 2009, i en match mot Trelleborgs FF, råkade Burlin ut för en korsbandsskada som gjorde att han missade resten av säsongen. Det blev inte heller något spel för Burlin under 2010.
Inför säsongen 2011 återvände Burlin till sin tidigare klubb Skellefteå FF, med ett tremånaderskontrakt för hela våren 2011. Säsongen 2012 spelade han för Gamla Upsala SK. Inför säsongen 2013 återvände Burlin ännu en gång till Skellefteå FF. 2014 spelade Burlin en match för Sunnanå SK och 2016 en match för Skellefteå FF.

## Tränarkarriär
I januari 2015 blev Burlin tränare i Skellefteå FF:s U17-lag. I juli 2015 blev han assisterande tränare i A-laget. Inför säsongen 2016 blev Burlin klar som huvudtränare i klubben tillsammans med Fredrik Lindgren. Säsongen 2017 ledde han klubben till uppflyttning till Division 1. Efter säsongen 2018 lämnade Burlin sitt uppdrag som huvudtränare i Skellefteå FF. I slutet av september 2021 återvände han till Morön, denna gång som huvudtränare.